# ماريو بازينا
ماريو بازينا (بالكرواتية: Mario Bazina)‏ مواليد 8 سبتمبر 1975 في شيروكي برييغ، جمهورية يوغوسلافيا الاشتراكية الاتحادية، هو لاعب كرة قدم كرواتي دولي سابق كان يلعب كلاعب وسط. لعب خلال مسيرته 375 مباراة سجل خلالها 97 هدفاً.

## المسيرة الاحترافية

### أندية لعب لها
- نادي دينامو زغرب
- رابيد فيينا
- أوستريا فيينا

## روابط خارجية
- ماريو بازينا على موقع قاعدة بيانات كرة القدم.إي يو (الإنجليزية)
- ماريو بازينا على موقع بيانات كرة القدم. دي إي (الألمانية)
- ماريو بازينا على موقع ناشيونال فوتبول تيمز (الإنجليزية)
- ماريو بازينا على موقع عالم كرة القدم.نت (الإنجليزية)